# Antarchaea diacraspis
Antarchaea diacraspis là một loài bướm đêm trong họ Noctuidae.